# Avant Garde (Schriftart)

Canton-Logo

Adidas-Logo

Avant Garde ist eine Schriftart, die von dem Grafikgestalter Herb Lubalin entworfen wurde. Die Schriftart gehört zu den bekanntesten Schriftarten der 1970er Jahre.

## Geschichte und Verwendung
Ursprünglich lediglich als Logo für das gleichnamige New Yorker Kulturmagazin entworfen, wurde der Schriftzug später zu einer Schriftart ausgebaut. Tom Carnese stellte alle Originalzeichnungen für die Light-, Demi- und Bold-Schnitte der Schrift Avant Garde her. Weitere Schnitte und Varianten wurden von den Schriftgestaltern Ed Benguiat, André Gürtler, Erich Gschwind und Christian Mengelt gestaltet.
Durch ihre ungewöhnliche neuartige Gestalt fand die Schriftart weltweit eine starke Verbreitung. Die Schrift zeichnet sich durch ihre geometrischen Formen und die ausgefallenen Ligaturen aus. Die massenhafte Verwendung ohne entsprechende Lizenzierung führten in der Folge zur Gründung der International Typeface Corporation.
Bei der Wahl der 100 besten Schriften des FontShops landete die Schriftart auf Platz 23. Die Schriftart wird von adidas und dem Weilroder Lautsprecherhersteller Canton Elektronik jeweils für das Logo verwendet, das Canton-Logo wurde von Christof Gassner gestaltet. Im Artwork des Eurovision Song Contest 2011 wurde Avant Garde für das Motto „Feel your heart beat!“ (zu dt. Fühle Deinen Herzschlag!) gewählt.

## Klassifikation der Schrift
- Hans Peter Willberg ordnet sie in seiner Klassifikationsmatrix als geometrische Grotesk ein.